# Jelle Klaasen
Jelle Klaasen (* 17. Oktober 1984 in Alphen, Provinz Noord-Brabant) ist ein niederländischer Dartspieler mit indonesischen Wurzeln. Er gewann 2006 im Alter von 21 Jahren die BDO-Weltmeisterschaft, was ihn zum jüngsten Darts-Weltmeister aller Zeiten machte. Er wurde schließlich 2022 von Beau Greaves überboten, sodass er nur noch jüngster Weltmeister der Herren war. Mit dem Gewinn der PDC-WM 2025 von Luke Littler ist er nun lediglich der jüngste BDO-Weltmeister der Herren. Sein früherer Spitzname lautete „Jelle de Snelle“, welcher auf seine sehr schnelle Wurftechnik zurückzuführen ist. Heute nennt er sich „The Cobra“.

## Karriere

### Anfänge bei der BDO und Überraschungsweltmeister (2003–2006)
Jelle Klaasen begann 2003 mit dem Dartspielen. Er qualifizierte sich als Amateur für die BDO-Weltmeisterschaft 2006. Nach Siegen über Dennis Harbour, Mervyn King, Paul Hogan und Shaun Greatbatch stand er bei seiner ersten WM-Teilnahme im Finale, in dem er auf den Titelverteidiger und niederländischen Pionier Raymond van Barneveld traf. In einer denkwürdigen Partie besiegte Klaasen „Barney“ schließlich mit 7:5 und wurde im Alter von 21 Jahren der jüngste Darts-Weltmeister aller Zeiten. Im Jahr 2007 schied Klaasen bereits in der ersten Runde gegen seinen Landsmann Co Stompé ohne eigenen Satzgewinn aus.

### Wechsel zur PDC und ausbleibende Erfolge (2007–2012)
Im Januar 2007 wechselte er zum Konkurrenzverband PDC. Nach einigen Startschwierigkeiten qualifizierte er sich 2009 für die PDC-Weltmeisterschaft. Nachdem er dort Colin Lloyd, Jan van der Rassel und Andy Hamilton schlagen konnte und bei seiner ersten PDC-WM ins Viertelfinale einzog, traf er wie bereits 2006 auf Raymond van Barneveld. Diesmal unterlag Klaasen allerdings mit 1:5. Van Barneveld spielte in diesem Match den ersten 9–Darter in der Geschichte der PDC-Weltmeisterschaft. Bei den Players Championships 2008 spielte er beim PDPA Players Championship Netherlands 1 gegen Terry Jenkins einen Neun-Darter. Bei der PDC Championship League Darts 2009 spielte er gegen Colin Osborne einen Neun-Darter. 2010 stieg er erstmals in die Top 32 der Order of Merit auf. Insgesamt konnte er bei der PDC aber nie wirklich an seinen sensationellen Weltmeistertitel von 2006 anknüpfen. Zwar war er Dauergast auf der Pro Tour und bei der WM, verlor bei vielen Turnieren aber auch bereits in der ersten Runde und feierte kaum größere Erfolge.
Dennoch erhielt er über eine Wildcard eine Chance in der PDC Premier League 2009, bei der er sich mit den besten der Welt messen konnte. Doch Klaasen enttäuschte, seinen einzigen Sieg bei der Premier League errang er am 8. Spieltag mit einem 8:6 über Terry Jenkins. Mit sechs Punkten schloss er sein Premier-League-Debüt schließlich auf dem letzten Platz ab.
Als Klaasen 2012 angeklagt wurde, einer 15-Jährigen Nacktfotos geschickt zu haben (siehe „Kontroverse“), markierte das den bisherigen Tiefpunkt seiner sportlichen Laufbahn. Er war aus den Top 32 der Welt gefallen und verpasste sogar die Weltmeisterschaft 2013.

### Erfolgreichste Zeit bei der PDC (2013–2017)
Ab 2013 ging es für Klaasen sportlich wieder bergauf. Nach und nach stellten sich auf der Pro Tour wieder Erfolge ein. 2015 sollte das bis dahin erfolgreichste Jahr des Jelle Klassen bei der PDC Tour werden. Bei der 14. Auflage der Players Championship 2015 – Tag 2 in Wigan – gewann Jelle Klaasen das Finale gegen Ian White mit 6:2 und gewann somit zum ersten Mal ein Pro Tour Event der PDC. Damit sicherte er sich ein Preisgeld von 10.000 £. Nur wenige Wochen später gelang ihm das erneut, er schlug im Finale der Players Championship 16 Raymond van Barneveld. Außerdem erreichte er ein weiteres Finale sowie ein Halbfinale.
Bei der anschließenden PDC-WM 2016 zog Klaasen, der als Nummer 19 der Welt in das Turnier ging, bis ins Halbfinale ein. Nach einem 3:0 gegen Joe Cullen traf er, wie schon bei seinem Erfolg 2006, auf Mervyn King, den er auch diesmal schlagen konnte. Im Achtelfinale besiegte er dann den Rekordweltmeister Phil Taylor überraschend mit 4:3, überlebte mehrere Matchdarts. Nach einem weiteren Sieg gegen Alan Norris stand er im Halbfinale, in dem er es mit dem Titelverteidiger Gary Anderson zu tun bekam. Gegen den überragend aufgelegten Schotten, der einen 3-Dart-Average von 107,32 spielte und im ersten Satz einen 9–Darter warf, verlor Klassen chancenlos mit 0:6.
Auch das Jahr 2016 lief für Klaasen ziemlich gut. Bei den UK Open stieg er als Top 16–Spieler in der 3. Runde ein, in der er Matt Clark mit 9:6 schlug. Nach einem weiteren, diesmal sehr knappen 9:8-Sieg gegen Joe Murnan, traf er in der 5. Runde auf den früheren Doppelweltmeister Adrian Lewis, den er ebenfalls mit 9:7 besiegte. Im Viertelfinale gelang ihm dann ein „Whitewash“, ein 10:0 gegen den Australier Kyle Anderson. Damit stand Klaasen im Halbfinale, welches er allerdings mit 5:10 gegen den Schotten Peter Wright verlor. Zwischenzeitlich drang er bis in die Top 16 der Weltrangliste vor. Als Nummer 10 der Welt ging er in die PDC-WM 2017, konnte aber nicht an den Halbfinal-Einzug von 2016 anknüpfen und scheiterte bereits im Achtelfinale an Dave Chisnall.
Klaasens gute Jahre 2015 und 2016 brachten ihm 2017 erneut eine Chance in der Premier League ein, für die er eine Wildcard erhielt. Doch auch bei seiner zweiten Teilnahme fand er seine Top-Form nicht. Mit nur einem Sieg, einem Unentschieden und sieben Niederlagen schied er, ebenso wie Kim Huybrechts, bereits in der Vorrunde nach neun Spielen aus.

### Erneuter Einbruch und WDF-Turniere (seit 2017)
2017 brachen Klaasens Leistungen erneut zusammen. Nicht nur bei Major-Turnieren, auch auf dem Floor blieben die Erfolge erneut aus. So kam es, dass er zunächst aus den Top 16, dann auch aus den Top 32 der Weltrangliste fiel. Nachdem er sich die vorangegangenen Jahre immer über die Top 32 der Order of Merit für die WM qualifizierte, schaffte er die Qualifikation für das Turnier 2020 nur noch sehr knapp über die Pro Tour Oder of Merit. Die Weltmeisterschaft 2021 verpasste er ganz, womit er sich erstmals seit sieben Jahren nicht am wichtigsten Turnier des Dartsports teilnahm.
Nach den schwachen 2020 und 2021 verlor er außerdem die Tour Card und musste im Januar 2022 erstmals wieder an der PDC Qualifying School teilnehmen. Dabei war er in der Final Stage gesetzt. Er verpasste jedoch zum ersten Mal seit ihrer Einführung 2011 die Tour Card.
Nachdem bei der PDC die Leistungen ausblieben spielte Klaasen vermehrt die Turniere der World Darts Federation (WDF). So spielte er sich ins Finale des Denmark Masters, welches er mit 5:6 gegen James Richardson verlor. Am 12. Juni 2022 gewann er außerdem die Dutch Open. Nachdem er im Halbfinale den WM-Finalisten Thibault Tricole mit 2:1 in Sätzen besiegt hatte, gab er im Finale gegen den Schotten Mark Barilli keinen Satz ab. Ende Juni verlor Klaasen das Finale der Romanian Classic gegen Luke Littler mit 1:5, kurz bevor er bei den Romanian Open im Viertelfinale scheiterte.
Bei den Australian Darts Open 2022 spielte sich Klaasen als einer von zwei europäischen Spielern im Turnier durch die Gruppenphase ins Viertelfinale. Hier verlor er jedoch überraschend gegen den ungesetzten Scott Hallett mit 5:6. Als Teil des niederländischen Teams nahm Klaasen am WDF Europe Cup 2022 teil. Er schied im Einzel zwar bereits in der Runde der letzten 32 aus, er und sein Team schafften es allerdings bis ins Finale, wo man denkbar knapp gegen England verlor. Auch beim World Masters Ende des Jahres war Klaasen mit dabei und sogar topgesetzt. Er spielte sich zunächst durch seine Vorrundengruppe, bevor er sich auch gegen den Schweizer Bruno Stöckli, dem WDF-Weltmeister Neil Duff und gegen den Schotten Greg Ritchie durchsetzen konnte. Er verlor jedoch sein Achtelfinale gegen Kai Fan Leung. Auch bei den am gleichen Wochenende ausgetragenen World Open kam Klaasen bis ins Viertelfinale. Hierbei unterlag er mit 2:4 gegen den späteren Titelträger Benjamin Pratnemer.
Im Januar 2023 nahm Klaasen erneut an der Q-School teil. Ihm gelang hierbei die Qualifikation für die Final Stage über die Rangliste. Drei Punkte in der Final Stage reichten jedoch wieder nicht für die Tour Card.
Seinen Titel bei den Dutch Open 2023 konnte Klaasen daraufhin knapp nicht verteidigen. Er unterlag im Halbfinale Andy Baetens mit 1:2 in Sätzen. Im Doppel ging es für Klaasen und Chris Landman bis ins Finale, welches die beiden jedoch gegen Christian Kist und Michael Stoeten verloren.
Mitte März nahm Klaasen an den Budapest Masters teil und gewann das Finale gegen Patrik Kovács. Bei den am gleichen Wochenende stattfindenden Budapest Classic unterlag Klaasen im Finale Moreno Blom. Mitte April nahm er daraufhin an den Croatian Open bzw. den Croatian Masters teil. Bei beiden Turnieren erreichte er das Finale, welches er ebenfalls in beiden Fällen gegen Andy Baetens verlor. Anfang September spielte er sich beim Catalonia Open ins Finale, welches er gegen Raymond van den Ende verlor. Am gleichen Wochenende siegte er beim FCD Anniversary Open mit 5:1 gegen Matthew Edgar.
Ende September war Klaasen Teil des niederländischen Teams beim WDF World Cup 2023. Im Einzel schied er dabei in der Runde der letzten 64 gegen James Hurrell aus. Im Doppel ging es mit Ryan de Vreede eine Runde weiter. Als Teil des niederländischen Teams schaffte Klassen es bis ins Finale, wo man gegen England mit 9:7 gewann und somit die Goldmedaille einstrich. Anfang November entschied Klaasen dann das Malta Masters für sich, indem er mit 5:3 gegen Mark Barilli.
Anfang Dezember 2023 trat Klaasen wieder bei einer Weltmeisterschaft an. Dort konnte er zum ersten Mal seit 2016 wieder das Halbfinale erreichen. In der Halbfinalpartie gegen seinen Landsmann Chris Landman schied er mit einer 3:5-Niederlage aus dem Turnier aus.
Auch 2024 nahm Klaasen wieder an der Q-School teil. Bereits nach zwei Tagen hatte er dabei fünf Punkte sicher und war somit für die Final Stage qualifiziert. Mit einem Tagessieg am zweiten Tag der Final Stage konnte Klaasen die Tour Card zurückgewinnen.

## Kontroverse
Im August 2012 wurde Klaasen beschuldigt, einer damals 15-jährigen Familienfreundin seines Landsmanns, Dartspieler und seitdem ehemaligen Freund seit Kindertagen, Michael van Gerwen, Nachrichten inklusive eines Nacktfotos geschickt zu haben. Klaasen gab dies gegenüber der niederländischen Presse später zu.
Laut ihrer Mutter wurde bei dem minderjährigen Mädchen PDD-NOS, eine Autismus-Spektrum-Störung, diagnostiziert. Dies konnte jedoch während des Staatsanwaltschaftsverfahrens nicht bewiesen werden. Später im selben Jahr, am 13. Dezember, wurde Klaasen zu 16 Stunden gemeinnütziger Arbeit und einer Geldstrafe von fast 400 € verurteilt, die an das Mädchen zu zahlen war.
Michael van Gerwen spricht seit dem Vorfall kein Wort mehr mit Klaasen. Bei den mittlerweile seltenen Aufeinandertreffen auf der PDC-Bühne verweigert er Klaasen zudem konsequent den sonst üblichen Handschlag.

## Weltmeisterschaftsresultate

### BDO
- 2006: Sieger (7:5-Sieg gegen  Raymond van Barneveld)
- 2007: 1. Runde (0:3-Niederlage gegen  Co Stompé)

### PDC
- 2008: 1. Runde (2:3-Niederlage gegen  Vincent van der Voort)
- 2009: Viertelfinale (1:5-Niederlage gegen  Raymond van Barneveld)
- 2010: 1. Runde (1:3-Niederlage gegen  Barrie Bates)
- 2011: 1. Runde (1:3-Niederlage gegen  Steve Brown)
- 2012: 2. Runde (0:4-Niederlage gegen  James Wade)
- 2014: 1. Runde (1:3-Niederlage gegen  Jamie Caven)
- 2015: 2. Runde (3:4-Niederlage gegen  Gary Anderson)
- 2016: Halbfinale (0:6-Niederlage gegen  Gary Anderson)
- 2017: Achtelfinale (2:4-Niederlage gegen  Dave Chisnall)
- 2018: 1. Runde (1:3-Niederlage gegen  Jan Dekker)
- 2019: 2. Runde (1:3-Niederlage gegen  Keegan Brown)
- 2020: 2. Runde (1:3-Niederlage gegen  Michael van Gerwen)

### WDF
- 2023: Halbfinale (3:5-Niederlage gegen  Chris Landman)

## Turnierergebnisse
| Turnier                                    | 2005                | 2006                | 2007                           | 2008                           | 2009                           | 2010                           | 2011                           | 2012                           | 2013                           | 2014                           | 2015                           | 2016                           | 2017                           | 2018                           | 2019                           | 2020                           | 2021                           | 2022               | 2023               | 2024               | 2025               |
| ------------------------------------------ | ------------------- | ------------------- | ------------------------------ | ------------------------------ | ------------------------------ | ------------------------------ | ------------------------------ | ------------------------------ | ------------------------------ | ------------------------------ | ------------------------------ | ------------------------------ | ------------------------------ | ------------------------------ | ------------------------------ | ------------------------------ | ------------------------------ | ------------------ | ------------------ | ------------------ | ------------------ |
| BDO-Major-Turniere                         |                     |                     |                                |                                |                                |                                |                                |                                |                                |                                |                                |                                |                                |                                |                                |                                |                                |                    |                    |                    |                    |
| Weltmeisterschaft                          | n/q                 | S                   | 1R                             | nicht teilgenommen             | nicht teilgenommen             | nicht teilgenommen             | nicht teilgenommen             | nicht teilgenommen             | nicht teilgenommen             | nicht teilgenommen             | nicht teilgenommen             | nicht teilgenommen             | nicht teilgenommen             | nicht teilgenommen             | nicht teilgenommen             | nicht teilgenommen             | Verband insolvent              | Verband insolvent  | Verband insolvent  | Verband insolvent  | Verband insolvent  |
| World Masters                              | GP                  | 2R                  | nicht teilgenommen             | nicht teilgenommen             | nicht teilgenommen             | nicht teilgenommen             | nicht teilgenommen             | nicht teilgenommen             | nicht teilgenommen             | nicht teilgenommen             | nicht teilgenommen             | nicht teilgenommen             | nicht teilgenommen             | nicht teilgenommen             | nicht teilgenommen             | n/a                            | Verband insolvent              | Verband insolvent  | Verband insolvent  | Verband insolvent  | Verband insolvent  |
| WDF-Platin-/Major-Turniere                 |                     |                     |                                |                                |                                |                                |                                |                                |                                |                                |                                |                                |                                |                                |                                |                                |                                |                    |                    |                    |                    |
| Dutch Open                                 | kein Platin-Turnier | kein Platin-Turnier | kein Platin-Turnier            | kein Platin-Turnier            | kein Platin-Turnier            | kein Platin-Turnier            | kein Platin-Turnier            | kein Platin-Turnier            | kein Platin-Turnier            | kein Platin-Turnier            | kein Platin-Turnier            | kein Platin-Turnier            | kein Platin-Turnier            | kein Platin-Turnier            | kein Platin-Turnier            | n/t                            | n/a                            | S                  | HF                 | n/t                | n/t                |
| International League                       | n/q                 | 2R                  | GP                             | nicht ausgetragen              | nicht ausgetragen              | nicht ausgetragen              | nicht ausgetragen              | nicht ausgetragen              | nicht ausgetragen              | nicht ausgetragen              | nicht ausgetragen              | nicht ausgetragen              | nicht ausgetragen              | nicht ausgetragen              | nicht ausgetragen              | nicht ausgetragen              | nicht ausgetragen              | nicht ausgetragen  | nicht ausgetragen  | nicht ausgetragen  | nicht ausgetragen  |
| Australian Open                            | nicht ausgetragen   | nicht ausgetragen   | nicht ausgetragen              | nicht ausgetragen              | nicht ausgetragen              | nicht ausgetragen              | nicht ausgetragen              | nicht ausgetragen              | nicht ausgetragen              | nicht ausgetragen              | nicht ausgetragen              | nicht ausgetragen              | nicht ausgetragen              | nicht ausgetragen              | nicht ausgetragen              | nicht ausgetragen              | nicht ausgetragen              | VF                 | n/t                | n/a                | n/a                |
| World Trophy                               | n/q                 | 1R                  | AF                             | nicht ausgetragen              | nicht ausgetragen              | nicht ausgetragen              | nicht ausgetragen              | nicht ausgetragen              | nicht ausgetragen              | nicht teilgenommen             | nicht teilgenommen             | nicht teilgenommen             | nicht teilgenommen             | nicht teilgenommen             | nicht teilgenommen             | nicht ausgetragen              | nicht ausgetragen              | nicht ausgetragen  | nicht ausgetragen  | nicht ausgetragen  | nicht ausgetragen  |
| WDF Europe Cup                             | n/a                 | 3R                  | n/a                            | n/t                            | n/a                            | n/t                            | n/a                            | n/t                            | n/a                            | n/t                            | n/a                            | n/t                            | n/a                            | n/t                            | nicht ausgetragen              | nicht ausgetragen              | nicht ausgetragen              | n/t                | n/a                | n/t                | n/a                |
| World Masters                              | nicht ausgetragen   | nicht ausgetragen   | nicht ausgetragen              | nicht ausgetragen              | nicht ausgetragen              | nicht ausgetragen              | nicht ausgetragen              | nicht ausgetragen              | nicht ausgetragen              | nicht ausgetragen              | nicht ausgetragen              | nicht ausgetragen              | nicht ausgetragen              | nicht ausgetragen              | nicht ausgetragen              | nicht ausgetragen              | nicht ausgetragen              | AF                 | n/a                | n/t                | n/t                |
| Finder Masters                             | GP                  | n/a                 | nicht teilgenommen             | nicht teilgenommen             | nicht teilgenommen             | nicht teilgenommen             | nicht teilgenommen             | nicht teilgenommen             | nicht teilgenommen             | nicht teilgenommen             | nicht teilgenommen             | nicht teilgenommen             | nicht teilgenommen             | nicht teilgenommen             | nicht teilgenommen             | nicht ausgetragen              | nicht ausgetragen              | nicht ausgetragen  | nicht ausgetragen  | nicht ausgetragen  | nicht ausgetragen  |
| Weltmeisterschaft                          | nicht ausgetragen   | nicht ausgetragen   | nicht ausgetragen              | nicht ausgetragen              | nicht ausgetragen              | nicht ausgetragen              | nicht ausgetragen              | nicht ausgetragen              | nicht ausgetragen              | nicht ausgetragen              | nicht ausgetragen              | nicht ausgetragen              | nicht ausgetragen              | nicht ausgetragen              | nicht ausgetragen              | nicht ausgetragen              | nicht ausgetragen              | n/t                | HF                 | n/t                | n/t                |
| PDC-Ranking-Turniere                       |                     |                     |                                |                                |                                |                                |                                |                                |                                |                                |                                |                                |                                |                                |                                |                                |                                |                    |                    |                    |                    |
| Weltmeisterschaft                          | n/t                 | n/t                 | n/t                            | 1R                             | VF                             | 1R                             | 1R                             | 2R                             | n/q                            | 1R                             | 2R                             | HF                             | AF                             | 1R                             | 2R                             | 2R                             | nicht qualifiziert             | nicht qualifiziert | nicht qualifiziert | nicht qualifiziert | nicht qualifiziert |
| World Masters                              | nicht ausgetragen   | nicht ausgetragen   | nicht ausgetragen              | nicht ausgetragen              | nicht ausgetragen              | nicht ausgetragen              | nicht ausgetragen              | nicht ausgetragen              | nicht ausgetragen              | nicht ausgetragen              | nicht ausgetragen              | nicht ausgetragen              | nicht ausgetragen              | nicht ausgetragen              | nicht ausgetragen              | nicht ausgetragen              | nicht ausgetragen              | nicht ausgetragen  | nicht ausgetragen  | nicht ausgetragen  | VR                 |
| UK Open                                    | n/q                 | n/q                 | 4R                             | AF                             | 4R                             | 4R                             | 1R                             | 3R                             | AF                             | 3R                             | 4R                             | HF                             | 4R                             | 3R                             | 4R                             | VF                             | 3R                             | 4R                 | 4R                 | 1R                 | 2R                 |
| Las Vegas Desert Classic                   | n/t                 | n/t                 | n/t                            | AF                             | AF                             | nicht ausgetragen              | nicht ausgetragen              | nicht ausgetragen              | nicht ausgetragen              | nicht ausgetragen              | nicht ausgetragen              | nicht ausgetragen              | nicht ausgetragen              | nicht ausgetragen              | nicht ausgetragen              | nicht ausgetragen              | nicht ausgetragen              | nicht ausgetragen  | nicht ausgetragen  | nicht ausgetragen  | nicht ausgetragen  |
| World Matchplay                            | n/t                 | n/t                 | n/t                            | n/q                            | 1R                             | VF                             | n/q                            | n/q                            | 1R                             | n/q                            | 1R                             | 1R                             | 1R                             | 1R                             | nicht qualifiziert             | nicht qualifiziert             | nicht qualifiziert             | nicht qualifiziert | nicht qualifiziert | nicht qualifiziert | nicht qualifiziert |
| World Grand Prix                           | n/t                 | n/t                 | n/t                            | nicht qualifiziert             | nicht qualifiziert             | nicht qualifiziert             | nicht qualifiziert             | nicht qualifiziert             | 1R                             | n/q                            | VF                             | 1R                             | 1R                             | nicht qualifiziert             | nicht qualifiziert             | nicht qualifiziert             | nicht qualifiziert             | nicht qualifiziert | nicht qualifiziert | nicht qualifiziert |                    |
| European Championship                      | nicht ausgetragen   | nicht ausgetragen   | nicht ausgetragen              | AF                             | HF                             | AF                             | 1R                             | n/q                            | VF                             | VF                             | VF                             | VF                             | AF                             | 1R                             | nicht qualifiziert             | nicht qualifiziert             | nicht qualifiziert             | nicht qualifiziert | nicht qualifiziert | nicht qualifiziert |                    |
| Grand Slam of Darts                        | n/a                 | n/a                 | kein Ranking-Turnier           | kein Ranking-Turnier           | kein Ranking-Turnier           | kein Ranking-Turnier           | kein Ranking-Turnier           | kein Ranking-Turnier           | kein Ranking-Turnier           | kein Ranking-Turnier           | GP                             | nicht qualifiziert             | nicht qualifiziert             | nicht qualifiziert             | nicht qualifiziert             | nicht qualifiziert             | nicht qualifiziert             | nicht qualifiziert | nicht qualifiziert | nicht qualifiziert |                    |
| Players Championship Finals                | nicht ausgetragen   | nicht ausgetragen   | nicht ausgetragen              | nicht ausgetragen              | n/q                            | AF                             | 1R                             | n/q                            | AF                             | AF                             | 1R                             | AF                             | 2R                             | 1R                             | 1R                             | n/q                            | 1R                             | nicht qualifiziert | nicht qualifiziert | nicht qualifiziert |                    |
| PDC-Turniere ohne Einfluss auf das Ranking |                     |                     |                                |                                |                                |                                |                                |                                |                                |                                |                                |                                |                                |                                |                                |                                |                                |                    |                    |                    |                    |
| The Masters                                | nicht ausgetragen   | nicht ausgetragen   | nicht ausgetragen              | nicht ausgetragen              | nicht ausgetragen              | nicht ausgetragen              | nicht ausgetragen              | nicht ausgetragen              | n/q                            | n/q                            | AF                             | AF                             | nicht qualifiziert             | nicht qualifiziert             | nicht qualifiziert             | nicht qualifiziert             | nicht qualifiziert             | nicht qualifiziert | nicht qualifiziert | nicht qualifiziert | n/a                |
| Masters of Darts                           | n/t                 | n/a                 | GP                             | nicht ausgetragen              | nicht ausgetragen              | nicht ausgetragen              | nicht ausgetragen              | nicht ausgetragen              | nicht ausgetragen              | nicht ausgetragen              | nicht ausgetragen              | nicht ausgetragen              | nicht ausgetragen              | nicht ausgetragen              | nicht ausgetragen              | nicht ausgetragen              | nicht ausgetragen              | nicht ausgetragen  | nicht ausgetragen  | nicht ausgetragen  | nicht ausgetragen  |
| Premier League Darts                       | nicht eingeladen    | nicht eingeladen    | nicht eingeladen               | nicht eingeladen               | 7.                             | nicht eingeladen               | nicht eingeladen               | nicht eingeladen               | nicht eingeladen               | nicht eingeladen               | nicht eingeladen               | nicht eingeladen               | 9.                             | nicht eingeladen               | nicht eingeladen               | nicht eingeladen               | nicht eingeladen               | nicht eingeladen   | nicht eingeladen   | nicht eingeladen   | nicht eingeladen   |
| US Open                                    | n/a                 | n/t                 | 1R                             | 1R                             | nicht ausgetragen              | nicht ausgetragen              | nicht ausgetragen              | nicht ausgetragen              | nicht ausgetragen              | nicht ausgetragen              | nicht ausgetragen              | nicht ausgetragen              | nicht ausgetragen              | nicht ausgetragen              | nicht ausgetragen              | nicht ausgetragen              | nicht ausgetragen              | nicht ausgetragen  | nicht ausgetragen  | nicht ausgetragen  | nicht ausgetragen  |
| Championship League                        | nicht ausgetragen   | nicht ausgetragen   | nicht ausgetragen              | n/q                            | 7.                             | 1R                             | 1R                             | n/q                            | n/q                            | nicht ausgetragen              | nicht ausgetragen              | nicht ausgetragen              | nicht ausgetragen              | nicht ausgetragen              | nicht ausgetragen              | nicht ausgetragen              | nicht ausgetragen              | nicht ausgetragen  | nicht ausgetragen  | nicht ausgetragen  | nicht ausgetragen  |
| World Series of Darts Finals               | nicht ausgetragen   | nicht ausgetragen   | nicht ausgetragen              | nicht ausgetragen              | nicht ausgetragen              | nicht ausgetragen              | nicht ausgetragen              | nicht ausgetragen              | nicht ausgetragen              | nicht ausgetragen              | n/q                            | 1R                             | 1R                             | nicht qualifiziert             | nicht qualifiziert             | nicht qualifiziert             | nicht qualifiziert             | nicht qualifiziert | nicht qualifiziert | nicht qualifiziert |                    |
| Grand Slam of Darts                        | n/a                 | n/a                 | VF                             | nicht qualifiziert             | nicht qualifiziert             | nicht qualifiziert             | nicht qualifiziert             | nicht qualifiziert             | nicht qualifiziert             | nicht qualifiziert             | Ranking-Turnier                | Ranking-Turnier                | Ranking-Turnier                | Ranking-Turnier                | Ranking-Turnier                | Ranking-Turnier                | Ranking-Turnier                | Ranking-Turnier    | Ranking-Turnier    | Ranking-Turnier    | Ranking-Turnier    |
| Karrierestatistiken                        |                     |                     |                                |                                |                                |                                |                                |                                |                                |                                |                                |                                |                                |                                |                                |                                |                                |                    |                    |                    |                    |
| Jahresendplatzierung                       | unbekannt           | unbekannt           | unbekannt                      | unbekannt                      | 24                             | 26                             | 33                             | 42                             | 34                             | 29                             | 19                             | 10                             | 12                             | 24                             | 48                             | 52                             | 59                             | 1                  | 2                  | 127                |                    |
| Verband                                    | BDO                 | BDO                 | Professional Darts Corporation | Professional Darts Corporation | Professional Darts Corporation | Professional Darts Corporation | Professional Darts Corporation | Professional Darts Corporation | Professional Darts Corporation | Professional Darts Corporation | Professional Darts Corporation | Professional Darts Corporation | Professional Darts Corporation | Professional Darts Corporation | Professional Darts Corporation | Professional Darts Corporation | Professional Darts Corporation | WDF                | WDF                | PDC                | PDC                |

| Legende zu den Turnierergebnissen | Legende zu den Turnierergebnissen | Legende zu den Turnierergebnissen | Legende zu den Turnierergebnissen | Legende zu den Turnierergebnissen | Legende zu den Turnierergebnissen | Legende zu den Turnierergebnissen | Legende zu den Turnierergebnissen | Legende zu den Turnierergebnissen | Legende zu den Turnierergebnissen |
| --------------------------------- | --------------------------------- | --------------------------------- | --------------------------------- | --------------------------------- | --------------------------------- | --------------------------------- | --------------------------------- | --------------------------------- | --------------------------------- |
| n/t                               | nicht teilgenommen                | n/q                               | nicht qualifiziert                | n/a                               | nicht ausgetragen                 | #R                                | Aus in jeweiliger Runde           | GP                                | Aus in der Gruppenphase           |
| AF                                | Achtelfinalist                    | VF                                | Viertelfinalist                   | HF                                | Halbfinalist                      | F                                 | Turnierfinalist                   | S                                 | Turniersieger                     |

## Titel

### BDO
- Majors
  - BDO World Darts Championship: (1) 2006

### PDC
- Pro Tour
  - Players Championships:
    - Players Championships 2007: 18
    - Players Championships 2015: 14, 16

#### WDF
- Platin
  - Dutch Open: (1) 2022
- Gold
  - Winmau Irish Open: (1) 2022
- Bronze
  - Budapest Masters: (1) 2023
  - FCD Anniversary Open: (1) 2023
- Cups
  - WDF World Cup Team: (1) 2023

### Andere
- 2007: Open Noord Nederland
- 2010: Westerlaan Open, Halstern Open, Ranking Tuesday Open
- 2011: Texel Darts Trophy
- 2014: Bousema Open, Holiday Open Holland, Open Rose
- 2015: Open Dsign